# Theophil Noack
Theophil Johann Noack (Wusterbarth, 20 settembre 1840 – Braunschweig, 31 marzo 1918) è stato uno zoologo e insegnante tedesco.

## Biologia
Dal 1858 Noack studiò storia naturale e geografia all'Università di Halle e poi all'Università di Lipsia, dove conseguì il dottorato nel 1865. Dal 1860 al 1874 fu insegnante in un liceo di Stettino e dal 1874 al 1911 fu professore all'Herzoglichen Real-Gymnasium di Braunschweig. Noack si dedicò principalmente allo studio dei mammiferi africani. Nel 1906 descrisse il misterioso elefante pigmeo africano (Loxodonta pumilio) a partire da un esemplare acquistato da Carl Hagenbeck dallo zoo del Bronx di New York. Tuttavia, successivamente si è scoperto che Loxodonta pumilio era solo un esemplare più piccolo di elefante di foresta (Loxodonta cyclotis) e quindi non è un taxon valido. Altri taxa da lui descritti per la prima volta sono l'ipposidero di Noack (Hipposideros ruber), il ghiro dalle orecchie piccole (Graphiurus microtis), il gerbillo di Böhm (Gerbilliscus boehmi), il ratto del Kaiser (Aethomys kaiseri) e l'asino selvatico della Somalia (Equus africanus somaliensis). Nel 1894 istituì per il beira, che era stato descritto nello stesso anno da Josef Menges come Oreatragus megalotis, il genere Dorcatragus.
Molti degli articoli di Noack furono pubblicati nella serie Zoologischer Anzeiger e Zoologische Jahrbücher pubblicata dalla Società Zoologica Tedesca.
Noack era sposato con Alzira Fölzer, nata l'8 ottobre 1857 a Porto Alegre, in Brasile, dalla quale ebbe due figli, Ricarda e Hans.

## Pubblicazioni (lista parziale)
- Pindari Carmen Nemeacum interpretatus est, Cöstlin, 1867,  pp. 1-30.
- Neues aus der Tierhandlung von Karl Hagenbeck, sowie aus dem Zoologischen Garten in Hamburg, in Der Zoologische Garten, n. 3, 1884,  p. 75.
- Über das zottelige Nashorn (Rhinoceros lasiotis), in Der Zoologische Garten, n. 3, 1884,  pp. 138-144.
- Beiträge zur Kenntniss der Säugetier-Fauna von Ost- und Central-Afrika, in Zoologische Jahrbücher, vol. 2, Gustav Fischer, 1887,  pp. 193-302.
- Beiträge zur Kenntniss der Säugethierfauna von Süd- und Südwest-Afrika, in Zoologische Jahrbücher, vol. 4, Gustav Fischer, 1887,  pp. 94-96.
- Beiträge zur Kenntnis der Säugetier-Fauna von Ostafrika, 1891.
- Neue Beiträge zur Kenntniss der Säugethier-Fauna von Ostafrika, 1893.
- Über die neue von Herrn J. Menges beschriebene Antilope des Somali-Landes, 1894.
- Equus Przewalskii, 1902.
- Ein neuer Hirsch aus der Dschungarei, 1902.
- Die Entwicklung des Schädels von Equus Przewalskii, 1902.
- Das Zebra vom Kilimandscharo, 1902.
- Centralasiatische Steinböcke, 1902.
- Zur Entwicklung von Equus Przewalskii, 1903.
- Der Schädel von Capra Mengesi, 1903.
- Zur Säugetierfauna des Tian-Schan, 1903.
- Die Steinböcke des Altaigebietes, 1903.
- Asiatische Bären der Arctos- und Tibetanus-Reihe, 1903.
- Ein neuer Cephalophus, 1904.
- Analyse der Herberstainschen Abbildungen des Ur und des Wisent, 1905.
- Bären aus der Mongolei, 1905.
- Eine Zwergform des afrikanischen Elefanten, 1906.